# Regionální muzeum v Jílovém u Prahy
Regionální muzeum v Jílovém u Prahy se nachází v historické budově zvané Mince v dolní části jílovského Masarykova náměstí. Muzeum je členem Asociace muzeí a galerií České republiky.

## Historie
Počátky jílovského muzea jsou spojené se zdejším rodákem Leopoldem Čihákem, jenž roku 1891 městu daroval svoji sbírku. Zastupitelstvo ji na zasedání 28. prosince téhož roku přijalo a založilo muzeum. Vedením pak byl pověřen právě Leopold Čihák. Sbírka se skládala ze stovek historických listin, map a dalších exponátů. Postupně se sbírka rozrůstala a dávat o sobě vědět se postupně snažilo i muzeum. Jejich prvním úspěchem byla účast na Národopisné výstavě českoslovanské v Praze v roce 1895. Leopold Čihák zemřel v roce 1915 a posléze trvalo dalších 15 let, než se někdo začal o sbírku opětovně starat. Dne 2. listopadu 1930 radní založili Spolek okresního muzea, jenž 24. ledna 1931 převzal sbírku do své péče. Zároveň došlo k povýšení z městského muzea na okresní. V roce 1950 došlo k rozpuštění spolku a sbírka se vrátila do rukou města. Muzeum, tentokrát pod názvem Okresní vlastivědné muzeum, fungovalo jen díky práci dobrovolníků. V roce 1960 se opět přejmenovalo, tentokrát na Muzeum těžby a zpracování zlata na Jílovsku. Od roku 1962 probíhala postupná profesionalizace muzea. V letech 1977–1983 prošla budova muzea nákladnou rekonstrukcí. Navíc došlo k převedení muzea na Okresní národní výbor Praha-západ a ten v roce 1978 změnil jeho název na Okresní muzeum s působností v okrese Praha-západ. Expozičně se pak specializovalo na zlato v ČR. K poslední změně názvu došlo k 1. lednu 1991, kdy se mění na současný název Regionální muzeum v Jílovém u Prahy. Od 1. ledna 2003 je příspěvkovou organizací Středočeského kraje.

## Budova muzea
Gotický dům na půdorysu písmene U je podsklepený třítraktový objekt se čtvrtým křídlem, přistavěným na východní straně ve dvoře. Byl vystavěn patrně v 1. polovině 14. století a sloužil do roku 1420 hornímu úřadu. Královský hormistr zde vybíral od těžařů daně ve zlatě a zlato pro potřeby panovníka také vykupoval. Odtud bylo důlní podnikání v okolí Jílového řízeno. 
V letech 1590-1591 dům s několika statky v okolí vlastnil Edward Kelley, alchymista na dvoře Rudolfa II., který zde hostil polského alchymistu Michala Sendivoje. Po jeho uvěznění došlo ke konfiskaci jeho majetku. 
Podle dochované fresky na nádvoří domu byl okolo roku 1744 jeho majitelem Vilém Ferdinand von Krauseneck, tehdejší správce zemských desk. V roce 1876 přešel dům do majetku města. To v něme zřídilo školu, která zde od roku 1891 do 50. let 20. století fungovala společně s muzeem.

## Expozice

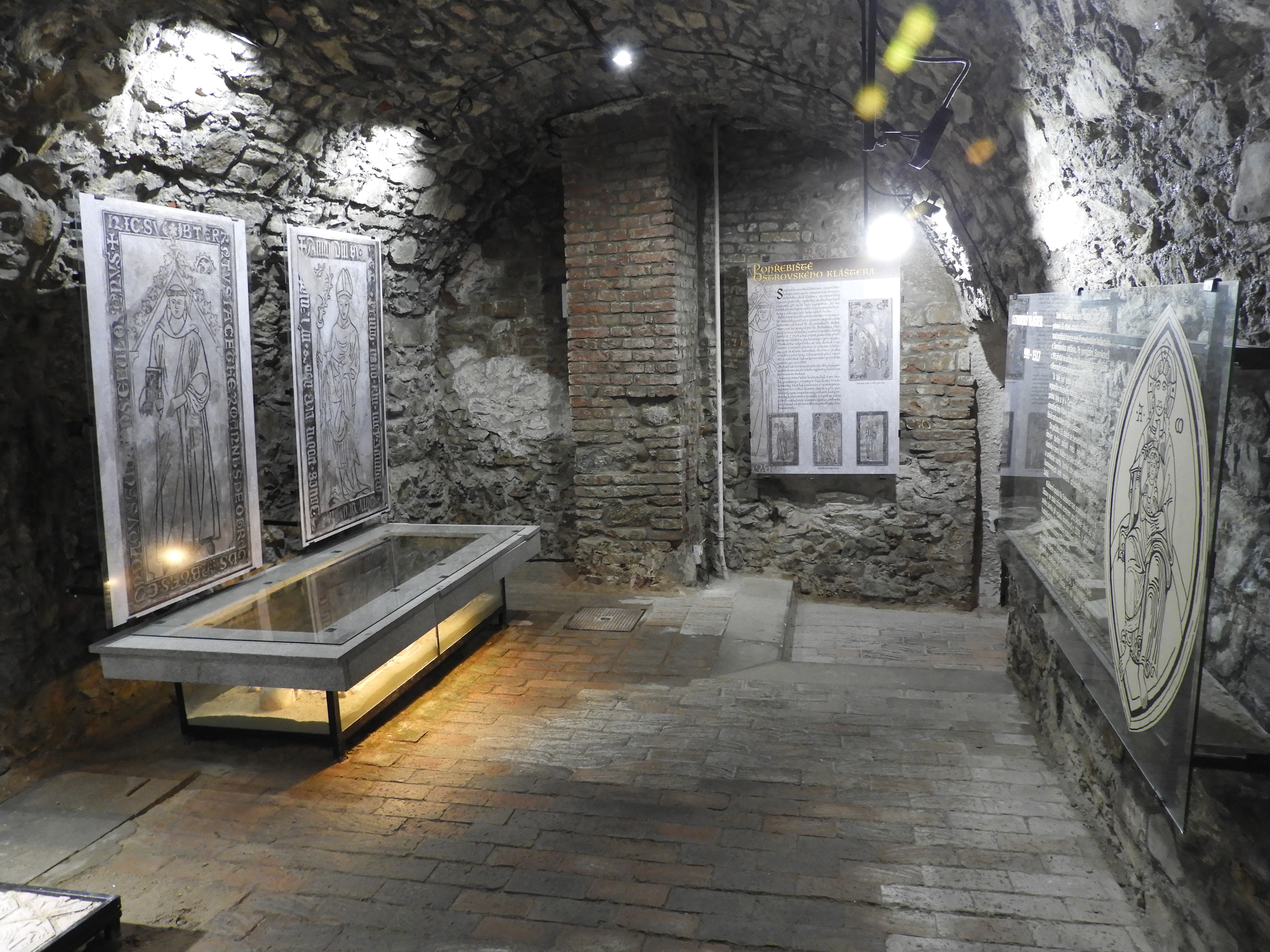
Expozice dějin Ostrovského kláštera

### Stálé expozice
- Historie těžby a zpracování zlata

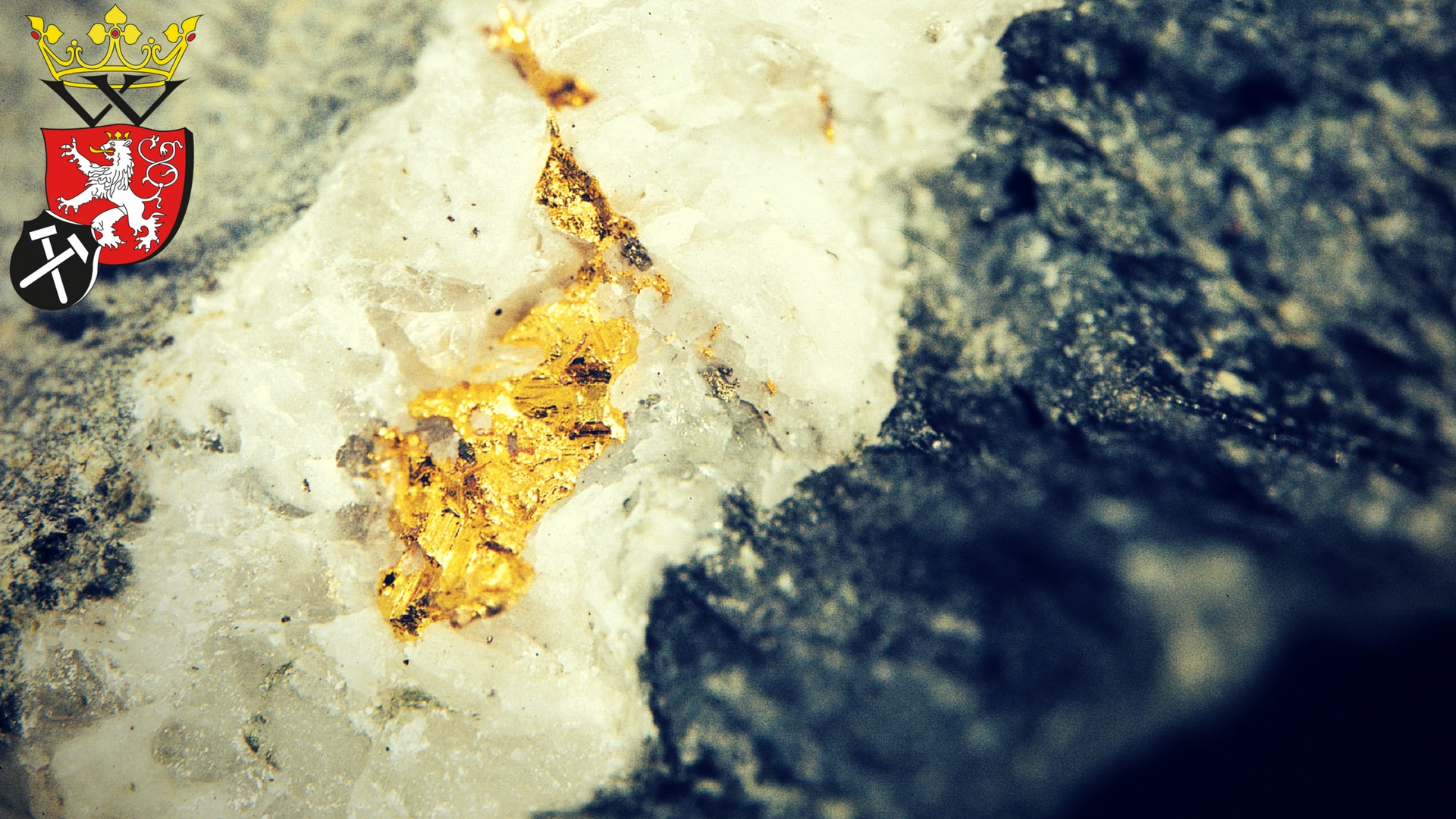
Jílovské zlato

- Jílovské zlatoOra et labora (expozice benediktinského kláštera na Ostrově a Sekanky)
- Jílové v odlesku zlata
- Tramping a příroda dolního Posázaví

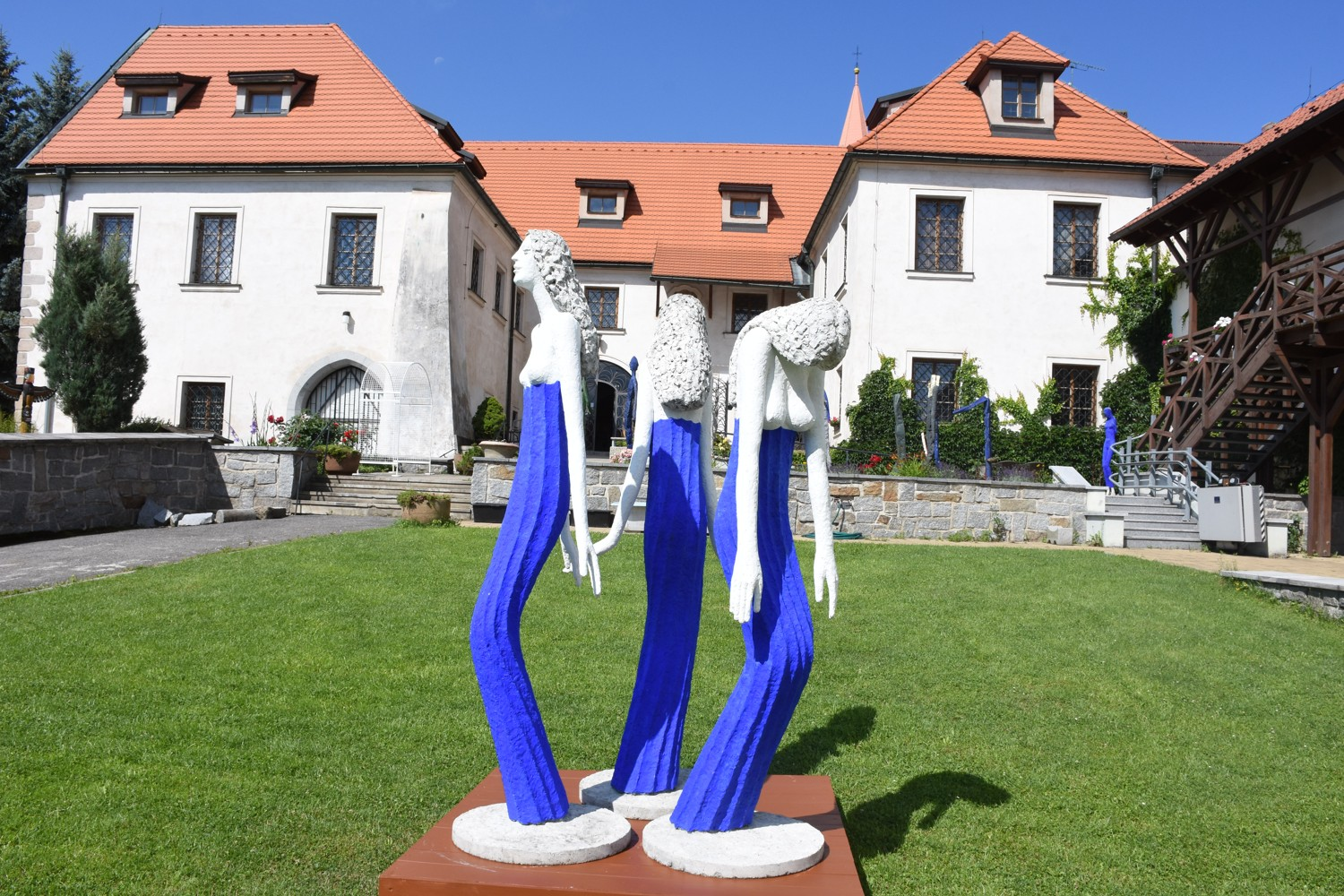
Nádvoří jílovského muzea se sochami Olbrama Zoubka

### Historické štoly
- Štola sv. Josefa
- Štola sv. Antonína Paduánského
- Štola Halíře

## Zajímavosti
- Od roku 1988 je muzeum zřizovatelem NS Jílovské zlaté doly, vzniklé jako doplněk stálé expozice. V roce 2018 byla stezka obnovena.[4]
- V objektu se nachází informační centrum, kde je možné zakoupit turistické známky, pohlednice a regionální literaturu